# Miki Oca
Miguel Ángel "Miki" Oca Gaia, född 15 april 1970 i Madrid, är en spansk vattenpolospelare och -tränare. Han ingick i Spaniens herrlandslag i vattenpolo vid olympiska sommarspelen 1992 och 1996. Han är chefstränare för Spaniens damlandslag i vattenpolo sedan 2010.
Oca gjorde åtta mål i den olympiska vattenpoloturneringen i Barcelona där Spanien slutade tvåa. Han gjorde sedan nio mål i den olympiska vattenpoloturneringen i Atlanta som Spanien vann.
Oca tog VM-silver för Spanien i samband med världsmästerskapen i simsport 1991 i Perth och 1994 i Rom.